# Devarapalle, West Godavari
Devarapalle là một trong 46 mandal thuộc huyện West Godavari, bang Andhra Pradesh. It is administered under the Kovvur revenue division.